# Джайлз, Герберт
Ге́рберт А́ллен Джайлз[уточнить] (англ. Herbert Allen Giles, 8 декабря 1845 – 13 февраля 1935) — британский дипломат и синолог. Усовершенствовал систему романизации китайского языка (севернокитайский), разработанную Томасом Уэйдом и известную как Транскрипционная система Уэйда — Джайлза. Среди его основных работ — переводы Конфуция, Лао-цзы, Чжуан-цзы, а также публикация первого полного китайско-английского словаря.

## Биография
Герберт А. Джайлз был третьим сыном в семье англиканского священника. После учёбы в школе Чартерхаус поступил на дипломатическую службу в Китае (1867–1892). Несколько лет (с 1885 по 1888) провёл в форте Санто Доминго в Тамсуе (Тайвань). В 1897 году Кембриджский университет присвоил ему звание профессора китайского языка, таким образом, вслед за Томасом Уэйдом Джайлз стал вторым британским специалистом в этой области.
В 1897 году Джайлз получил премию от Французской Академии за Китайский биографический словарь (A Chinese Biographical Dictionary). Третье издание «Strange Stories» (1916) он посвятил своим семерым внукам. Был ярым агностиком и ревностным масоном. Несмотря на звание профессора, Джайлз не стал членом совета ни одного из колледжей университета. Вышел на пенсию в 1932 году. Умер на девяностом году жизни.

## Семья
Отец — Джон Аллен Джайлз (1808–1884). Дети: сыновья Бертрам, Валентайн, Ланселот, Лайонел и дочери Эдит и Мэйбл Джайлзы.